# 追憶/恋心
「追憶／恋心」（ついおく／こいごころ）は、2000年2月2日に発売された、德永英明27枚目のシングル。

## 解説
前作「僕のバラード」から9ヶ月ぶりのシングル。
「Myself 〜風になりたい〜/心のボール」以来、10年半ぶりのダブル表題曲シングル。
「追憶」はTBSテレビ系『日立 世界・ふしぎ発見!』エンディング・テーマ。

## 収録曲
全作詞・作曲：德永英明　編曲:瀬尾一三
1. 追憶（4:52）
2. 恋心（6:14）
3. 追憶（NO VOCAL EDITION）（4:52）